# Cheironitis viridicans
Cheironitis viridicans là một loài bọ cánh cứng trong họ Bọ hung (Scarabaeidae).